# Begonia longifolia
Begonia longifolia là một loài thực vật có hoa trong họ Thu hải đường. Loài này được Blume mô tả khoa học đầu tiên năm 1823.